# هان‌شانگ
هان‌شانگ(چینی: 韓 詳) یک خانواده اشرافی از دودمان وی شمالی است که به امپراتوری گوگوریو گریختند.  شرح حال او در سنگ یادبود فرزند، هان-گی، وجود دارد.
در زمان سلطنت پادشاه هیوچانگ ، پادشاه آنجانگ از گوگوریو به خیتان‌ها دستور داد تا به یئونگجو (營州) از وی شمالی حمله کنند و مردی را که در آن زمان پینگژو سیما زیی چامجون (平州司馬諮議參軍) از وی شمالی بود و ۵۰۰ خانوارش را بازگردانند. پادشاه آنجانگ به او عنوان سفیر داد و کاروان گوگوریو شخصاً با او ملاقات کرد. 